# Alcidodes albocinctus
Alcidodes albocinctus es una especie de escarabajo del género Alcidodes, familia Curculionidae. Fue descrita científicamente por Blanchard en 1853.
Se distribuye por Indonesia. La especie se mantiene activa durante el mes de enero.